# Noé bárkája (opera)
A Noé bárkája (angolul Noye’s Fludde) Benjamin Britten egyfelvonásos operája. Szövegkönyvét egy 16. századi chesteri misztériumjáték (Chester Pageant) nyomán a zeneszerző írta. Ősbemutatójára 1958. június 18-án került sor az Aldeburgh-i Operafesztivál keretén belül az orfordi templomban, a zeneszerző kérésére és amatőr énekesekkel.

## Szereplők
| Szereplő     | Hangfekvés   |
| ------------ | ------------ |
| Noé          | basszbariton |
| Noé felesége | alt          |
| Az Úr hangja | basszus      |

A darab cselekménye lehetővé tette, hogy a szerepeket túlnyomó részt gyerekekre osszák. Felnőttek csak Noé, annak felesége valamint az Úr. Sém, Khám és Jáfet valamint feleségeik szerepeit 11-15 éves fiúk és lányok éneklik. Noé feleségének barátnőit már idősebb lányok alakítják. Ugyancsak gyerekek játsszák az állatszerepeket is (35 pár). A gyermekszereplők túlsúlya miatt Britten úgy határozott, hogy amatőr zenészekből álló zenekart állít fel, kiegészítve néhány hivatásos zenésszel. A hivatásos csoport összeállítása: vonósötös, szopránfurulya, zongora, orgona és üstdob. A ripieno zenészei: vonós-csoport, diszkant-furulyák, jelzőkürtök, tizenkét kézi harang valamint egy különleges ütőhangszeres készlet (nagydob, pergődob, kisdob, tamburin, cintányér, triangulum).

## Cselekménye
- Helyszín: Közel-Kelet
- Idő: bibliai időkben

Az Úr megelégeli az emberek gonoszságát és elhatározza, hogy özönvizet küld a Földre. Egyedül Noé találja méltónak arra, hogy megmeneküljön. Megparancsolja neki, hogy építsen egy óriási bárkát, vegyen bele minden állatból egy párt, de az emberek közül csak ő és a családja szállhatnak hajóra. Noé felesége és komaasszonyai nem veszik komolyan Isten fenyegetését, tovább pletykálnak és italoznak. Lassan esni kezd az eső, az állatok a hajóba vonulnak, de a házsártos feleség nem akar hajóra szállni, hanem részegségében táncol és énekel. Noé végül erőszakkal ráncigálja a fedélzetre. A barátnőit az árvíz elviszi. Az özönvíz tetőzése után a tomboló vihar megnyugszik. A galamb, amelyet Noé bocsátott ki a bárkából olajággal a csőrében tér vissza, ez a jele annak, hogy szárazföldet talált. Noé hálát mond Istennek, aki megígéri, hogy többet nem küld özönvizet a Földre és ígérete zálogául egy szivárványt feszít az égboltra.

## Híres részletek
- Lord Jesus, think on me – nyitókórus
- Kyrie eleison – az állatok bevonulása
- The spacious firmament on high – zárókórus

## Diszkográfia
- Trevor Anthony (Isten hangja), Owen Brannigan (Noé), Sheila Rex (Noé felesége) stb.; az English Opera Group Zenekara, vezényel: Norman Del Mar (1961) Decca 436 397-2